# 小林工具製作所
株式会社小林工具製作所（こばやしこうぐせいさくしょ、英: Kobayashi Tool Mfg.Co.,Ltd.）は、電設工具・刃物類・作業工具・熱間精密鍛造部品・金属熱処理・農機具製品・土壌改良材・水の濾過材等を製造・販売するメーカー。

## 会社概要
新潟県三条市に本社を構え、三条市塚野目(三条金属工業団地)に工場が所在する。自動車・建設機械・農業機械などのエンジン部分等の強度を必要とする重要部品の熱間精密鍛造を得意とし、ハガネ系・ステンレス系・ハイス系・チタン材料等の工具・刃物の製造や熱処理も得意としている。KBS KOBAYASHIブランドで工具を製造するほか、OEM生産も行っており、多種多様な製品を手がけている。

## 沿革
- 1963年（昭和38年） - 三条市嘉坪川727に於いて、作業工具の研磨加工と機械加工を創業する。
- 1965年（昭和40年） - 作業工具類の熱処理加工業を始める。
- 1966年（昭和41年） - 会社設立、資本金400万円。
- 1967年（昭和42年） - 合理化計画を策定し工場並びに機械設備等の改善を図る。
- 1970年（昭和45年） - スパナ、メガネレンチの生産の拡大と輸出の推進を図る。フレックスコンビネーションレンチの技術開発。
- 1971年（昭和46年） - フレックスを主とする各種作業工具の輸出を開始。営業部を新設、資本金1,600万円に増資する。
- 1972年（昭和47年） - 三条金属団地設立計画に参加する。
- 1973年（昭和48年） - 団地内に鍛造工場を建設、新技術を導入し自動車部品、並び機械部品の鍛造を開始する。
- 1979年（昭和54年） - 金属団地に機械工場を増設し旧工場より移転する。
- 1980年（昭和55年） - 本社熱処理工場を改築、無酸化連続式電気炉を導入設置し、生産の合理化を図る。スパナ及びメガネレンチのJIS表示許可申請を提出。
- 1981年（昭和56年） - スパナ及びメガネレンチのJIS表示許可工場となる。許可番号380242・380243
- 1985年（昭和60年） - 住居表示変更により本社及び熱処理工場が三条市嘉坪川2丁目1番10号となる。手動式ケーブルカッターを開発、日本並びに韓国へ特許出願。
- 1986年（昭和61年） - 手動式ケーブルカッターを韓国・米国へ特許出願。
- 1987年（昭和62年） - 手動式ケーブルカッターをフランス・ドイツ・米国・日本へ特許出願・登録。
- 1988年（昭和63年） - 手動式ケーブルカッターを台湾・韓国・米国へ特許出願登録。
- 1989年（昭和64年） - 株式会社小林鉄工を吸収、当社の鍛造部門とする。
- 1990年（平成2年） - 手動式ケーブルカッターを台湾へ実用新案登録。水処理関連工場建設。生活環境事業部設立事務所を三条し新光町13番27号へ移転。貿易部事務所を新光町13番27号へ移転。
- 1991年（平成3年） - 審査事項変更等によりJIS許可番号380242に統合された。片目片口スパナのJIS表示許可申請を提出。
- 1992年（平成4年） - JIS B 4651片目片口スパナの表示許可工場となる。
- 1995年（平成7年） - 刃物関係、開発に力を注ぐ。
- 2000年（平成12年） - 通信販売業界へ参入。
- 2002年（平成14年） - 連続熱処理設備の入替。大谷機械エアードロップハンマー1t300入替設置
- 2003年（平成15年） - 生ゴミ処理業界へ参入。
- 2004年（平成16年） - 建設機械用削岩機業界へ参入。工場敷地購入 三条市大字塚野目字大月3,106m2（941坪）本社移転 三条市新光町13番27
- 2005年（平成17年） - 鉄工事業部 ISO 9001：2000 認証番号：4860/05 取得。
- 2006年（平成18年） - スパナ類 新JISマーク認証番号：JQ0306011 取得。
- 2008年（平成20年） - 機械加工工場新築。ギヤ加工ホブ盤・研磨機・刃付加工機など増設。
- 2009年（平成21年） - エアードロップハンマー1t300新規入替設置（大谷SS）
- 2011年（平成23年） - 代表取締役に小林光春就任。
- 2012年（平成24年） - メッシュベルト式 連続熱処理炉 新規移設。
- 2013年（平成25年） - 倉庫新設（約60坪）
- 2018年（平成30年） - 代表取締役に小林拓磨就任。

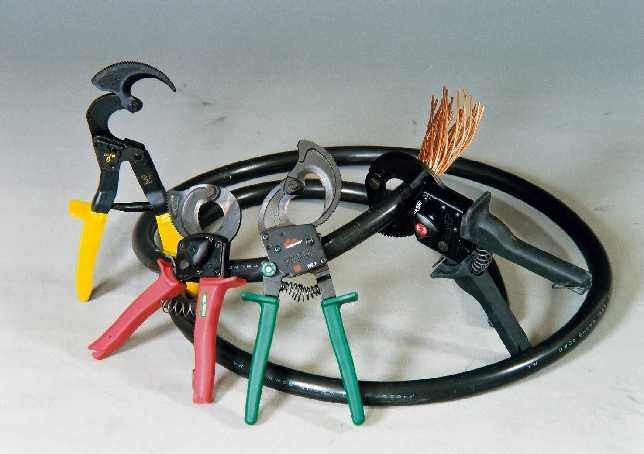
ラチェット式ケーブルカッター

## 主な商品
- 電設工具・作業工具・各種刃物類（ラチェット式ケーブルカッター・スパナ・レンチ・各種刃物など）
- 熱間精密鍛造部品（バルブロッカーアーム・クランクシャフト・コネクティングロッド・シフトフォークカムシャフト・キックレバー・スプロケット・ブラケット等）
- 金属熱処理加工部品（各種工具類・金属機械部品類）
- 農業用器具・土壌改良材・水の濾過材（穴掘り器・杭抜き器・純銅製品・ビニールハウス関連製品・泰澄石・ヨウ素製品・ゴルフ場の土壌改良関連商品等）